# Революшън Студиос
„Революшън Студиос“ (на английски: Revolution Studios) е американско филмово и телевизионно студио, управлявано от Винс Тотино и Скот Хеминг.
Компанията се фокусира най-често в правата за разпространение, римейкове и продължения, като продължава да добива подобрения и нови продукции.

## История
На 12 януари 2000 г., след успеха си в „Уолт Дисни Студиос“, и тяхното време в „Туентиът Сенчъри Фокс“ и „Караван Пикчърс“, Джо Рот напуска „Дисни“, за да създава свое самостоятелно студио. На 17 февруари 2000 г., Рот подписва споразумение с актрисата Джулия Робъртс, която да участва в техните филми, както и продуцирането чрез техния лейбъл Shoelace Productions.
На 7 юни 2000 г., Рот официално преименува студиото Revolution Studios и обявява, че „Мераклии“ ще е първият филм, продуциран в студиото. В същия ден студиото се споразумява със Sony Pictures Entertainment, за да разпространява филмите на Revolution.

## Филми
Това е списък с филмите, които са независимо продуцирани от Revolution:

### Пълнометражни филми
| Премиера             | Заглавие                       | Бележки |
| -------------------- | ------------------------------ | --- |
| 30 март 2001 г.      | Мераклии                       | копродукция с Eagle Cove Entertainment                                                                                           |
| 1 юни 2001 г.        | Животното                      | копродукция с Happy Madison Productions                                                                                          |
| 20 юли 2001 г.       | Любимците на Америка           | копродукция с Face Productions, Roth-Arnold Productions и Shoelace Productions                                                   |
| 2 ноември 2001 г.    | Единственият                   | копродукция с Hard Eight Pictures                                                                                                |
| 28 декември 2001 г.  | Блек Хоук                      | копродукция с Jerry Bruckheimer Films и Scott Free Productions                                                                   |
| 10 май 2002 г.       | Чисто нов и готин              | |
| 2 август 2002 г.     | Цар на маскировката            | копродукция с Happy Madison Productions                                                                                          |
| 9 август 2002 г.     | Трите хикса                    | копродукция с Original Film |
| 13 септември 2002 г. | Скъпо обещание                 | копродукция с Imagine Entertainment                                                                                              |
| 1 ноември 2002 г.    | Гроги от любов                 | копродукция с New Line Cinema |
| 13 декември 2002 г.  | Петзвезден романс              | копродукция с Red OM Films |
| 24 януари 2003 г.    | Страх от тъмното               | копродукция с Distant Corners |
| 7 март 2003 г.       | Плачът на слънцето             | копродукция с Cheyenne Enterprises                                                                                               |
| 11 април 2003 г.     | Психаротерапия                 | копродукция с Happy Madison Productions                                                                                          |
| 9 май 2003 г.        | Таткова градина                | копродукция с Davis Entertainment                                                                                                |
| 13 юни 2003 г.       | Холивудски ченгета             | |
| 1 август 2003 г.     | Трудна свалка                  | копродукция с City Light Films и Casey Silver Productions                                                                        |
| 24 октомври 2003 г.  | Радио                          | копродукция с Tollin/Robbins Productions                                                                                         |
| 16 ноември 2003 г.   | В неизвестност                 | копродукция с Imagine Entertainment                                                                                              |
| 19 декември 2003 г.  | Усмивката на Мона Лиза         | копродукция с Red OM Films |
| 25 декември 2003 г.  | Питър Пан                      | копродукция с Universal Pictures (САЩ/Канада), Columbia Pictures (в световен мащаб), Red Wagon Entertainment и Allied Stars Ltd. |
| 2 април 2004 г.      | Хелбой                         | копродукция с Lawrence Gordon Productions и Dark Horse Entertainment                                                             |
| 23 април 2004 г.     | Събудих се на 30               | |
| 23 юни 2004 г.       | Бели мадами                    | копродукция с Wayans Bros. Entertainment                                                                                         |
| 6 август 2004 г.     | Черното тефтерче               | |
| 24 септември 2004 г. | Забравените                    | копродукция с The Jinks Cohen Company                                                                                            |
| 24 ноември 2004 г.   | Да пропуснеш Коледа            | копродукция с 1492 Pictures, Team Todd Films и Boxing Cat Films                                                                  |
| 21 януари 2005 г.    | Кога ще пристигнем?            | копродукция с Cube Vision |
| 25 февруари 2005 г.  | Мъжът в къщата                 | |
| 29 април 2005 г.     | Трите хикса: Следващо ниво     | копродукция с Original Film |
| 9 септември 2005 г.  | Неизживян живот                | копродукция с Miramax Films, Initial Entertainment Group и The Ladd Company                                                      |
| 14 октомври 2005 г.  | Мъглата                        | |
| 21 октомври 2005 г.  | Печелившата от Дефайънс, Охайо | копродукция с DreamWorks Pictures и Imagemovers                                                                                  |
| 23 ноември 2005 г.   | Наем                           | копродукция с 1492 Pictures и Tribeca Productions                                                                                |
| 17 февруари 2006 г.  | Фрийдъмленд                    | копродукция с Scott Rudin Productions                                                                                            |
| 7 април 2006 г.      | Резервите                      | копродукция с Happy Madison Productions                                                                                          |
| 23 юни 2006 г.       | Щрак                           | копродукция с Columbia Pictures, Happy Madison Pictures и Original Film                                                          |
| 14 юли 2006 г.       | Малък човек                    | копродукция с Wayans Bros. Entertainment                                                                                         |
| 11 август 2006 г.    | Зуум: Академия за супергерои   | копродукция с Team Todd Films и Boxing Cat Films                                                                                 |
| 20 декември 2006 г.  | Роки Балбоа                    | копродукция с Metro-Goldwyn-Mayer и Columbia Pictures                                                                            |
| 4 април 2007 г.      | Свършихме ли вече?             | копродукция с RKO Pictures и Cube Vision                                                                                         |
| 13 април 2007 г.     | Идеалната непозната            | |
| 27 юли 2007 г.       | Следващ                        | копродукция с Saturn Films, Virtual Studios и Initial Entertainment Group, разпространен от Paramount Pictures                   |
| 8 август 2007 г.     | Таткова градина 2              | копродукция с TriStar Pictures, Davis Entertainment и Blue Star Entertainment                                                    |
| 7 септември 2007 г.  | Братята Соломон                | копродукция с TriStar Pictures и Carsey-Werner Productions                                                                       |
| 12 октомври 2007 г.  | През Вселената                 | копродукция с Team Todd |
| 25 декември 2007 г.  | Легенда за езерото             | копродукция с Walden Media, Beacon Pictures и Ecosse Pictures                                                                    |
| 20 януари 2017 г.    | Трите хикса: Отново в играта   | копродукция с Paramount Pictures, One Race Films и Roth/Kirschenbaum Films                                                       |

### Издадени директно на видео филми
| Премиера            | Заглавие                       | Бележки                                    |
| ------------------- | ------------------------------ | ------------------------------------------ |
| 28 октомври 2006 г. | Hellboy: Sword of Storms       | копродукция с Film Roman                   |
| 17 март 2007 г.     | Hellboy: Blood and Iron        | копродукция с Film Roman                   |
| 29 януари 2019 г.   | Benchwarmers 2: Breaking Balls | копродукция с Universal 1440 Entertainment |
| 5 февруари 2019 г.  | Дядова градина                 | копродукция с Universal 1440 Entertainment |